# روجر كان (صحفي)
روجر خان (بالإنجليزية: Roger Kahn)‏ هو صحفي أمريكي، ولد في 31 أكتوبر 1927 في بروكلين في الولايات المتحدة.

## وصلات خارجية
- الموقع الرسمي